# Костенко, Лев Феофилович
Лев Феофи́лович Косте́нко (19 февраля 1841—28 сентября 1891) — русский военный деятель, генерал-майор Генерального штаба, дипломат, военный востоковед, участник Среднеазиатских походов.

## Биография
Родился 19 февраля 1841 года в Полтавской губернии. Образование получил в Петровском Полтавском кадетском корпусе, 2-м военном Константиновском училище и Николаевской академии Генерального штаба.
Из училища вышел в 1860 году подпоручиком с назначением в 14-й Туркестанский стрелковый батальон. По выпуску из Академии в декабре 1866 г. был причислен к Генеральному Штабу.
В 1867 году был назначен помощником старшего адъютанта штаба Туркестанского военного округа. Здесь он деятельно собирал сведения о Туркестанском крае, которые и изложил впоследствии в целом ряде трудов.
В январе 1868 года был назначен членом Статистического комитета и вслед за тем на него была возложена работа собрания и приведения в систематический порядок экспонатов края для Всероссийской мануфактурной выставки в Санкт-Петербурге.
1 мая 1870 года направлен с дипломатической целью в Бухарское ханство; ввиду обострения отношений наших к Хиве желательно было склонить эмира Музаффар-Хана на сторону России; но в то же время было у эмира афганское посольство, которое старалось склонить его на свою сторону; для поддержки этих домогательств афганцы выставили на бухарской границе 12000 войска. 23 мая прибыл Костенко в Бухару и после долгих переговоров достиг успешного результата; 18 июля выехал обратно.
В 1873 году принимал участие в Хивинском походе и за отличие награждён орденом св. Станислава 2-й степени с мечами и чином подполковника с назначением старшим адъютантом штаба Туркестанского военного округа. Получив в 1874 г. заграничный отпуск, отправился в Африку для ознакомления с войсками, расположенными в Алжире и Тунисе.
В 1876 году Костенко было поручено составление военно-статистических описаний Туркестанского военного округа. В том же году он предпринял экспедицию в Алайские горы. Он был одним из первых путешественников, посетивших Памир и описавших эту малоизвестную страну.
В 1878 году он был назначен начальником штаба Семиреченской области и во время пребывания в ней совершил несколько раз путешествия по Тянь-Шаню, изучая и составляя описание этих горных систем.
В декабре 1885 г. был назначен в распоряжение командующего войсками Омского военного округа и спустя несколько месяцев в феврале 1886 г. был переведен в Санкт-Петербург на должность старшего делопроизводителя канцелярии Военно-ученого комитета Главного Штаба, в июне 1887 г. назначен заведующим Азиатской частью Главного Штаба, в августе того же года произведён в генерал-майоры.
В 1890 году принимал деятельное участие в разработке нового положения об Аму-Дарьинской флотилии.
Умер 28 сентября 1891 года в городе Санкт-Петербурге, похоронен на Смоленском православном кладбище.
Состоял членом Русского географического общества, член-учредитель Среднеазиатского ученого общества. Ему принадлежит немало ценных военно-востоковедных и военно-исторических трудов. Наиболее важное значение имеют работы «Средняя Азия и водворение в ней русской гражданственности» и «Туркестанский край. Опыт военно-статистического обозрения туркестанского военного округа». Поездка в 1870 г. в Бухару описана Костенко в нескольких статьях в «Военном Сборнике». Кроме того Костенко печатал свои работы в «Туркестанских Ведомостях», «Всемирной Иллюстрации», «Одесском вестнике», «Голосе», «Русском инвалиде».

## Сочинения
- Аральская флотилия и плавание по реке Сыр-Дарье // «Военный сборник». 1870, № 4.
- Город Бухара // «Военный сборник». 1870, № 12.
- Город Хива в 1873 году. // «Военный сборник». 1874, № 1.
- Об исследовании старого русла Аму-Дарьи. // «Военный сборник». 1874, № 3.
- От Хивы до Казалинска // «Военный сборник». 1873, № 11—12
- Очерки Семиреченского края // «Военный сборник». 1872, № 11—12
- Очерк Верхнечирчикского края. // «Военный сборник». 1873, № 12.
- Средняя Азия и водворение в ней русской гражданственности. СПб., 1870.
- Путешествие в Бухару русской миссии в 1870 году // «Военный сборник». 1870, № 10—12. То же отдельным значительно дополненным изданием: Путешествие в Бухару русской миссии в 1870 году. С маршрутом от Ташкента до Бухары. СПб., 1870
- Путешествие в Северную Африку. СПб., 1876
- Путешествие в Северную Америку. СПб., 1880
- Туркестанские войска и условия их бытовой, походной и бытовой жизни. // «Военный сборник». 1875, № 3—5.
- Туркестанский край. Опыт военно-статистического обозрения Туркестанского военного округа. Т. 1—3. СПб., 1880.
- Хивинское ханство в сельско-хозяйственном отношении. // «Военный сборник». 1874, № 2
- Чжунгария. Военно-статистический сборник. СМА, 1887, вып. XXVIII.
- Исторический очерк распространения русского владычества в Средней Азии. «Военный Сборник», 1887, № 8 — 11.
- Военно-научная экспедиция на Алай и Памир. «Военный Сборник», 1879, № 4.